# 多賀谷家重
多賀谷 家重 （たがや いえしげ、1480年（文明12年） - ）は、戦国時代の武将。
多賀谷家稙の子。常陸下妻城主。

## 生涯
父の跡を継いで下総守を称し、上杉氏に属する。天文6年（1537年）、北条氏康が河越城に上杉朝定を破ったとき降伏しなかったため、氏康に攻められた。